# Mata de Sesimbra
Mata de Sesimbra est un projet de complexe touristique qui se veut respectueux de l'environnement, situé au sud de Lisbonne dans le district de Setúbal.
C'est un projet écologique en partenariat avec One Planet Living. Il a pour but de prouver que l'on peut allier écologie, protection de l'environnement, social et croissance économique.
Le but est de reboiser toute la région et d' y construire un complexe touristique. En 2012 le coût du projet est estimé à 1 milliard d'euros et il est prévu sur 5 300 hectares :
- 4 800 hectares seront reboisés, les zones humides restaurées[2] ;
- 500 hectares consacrés au site touristique avec une capacité de [2]25 000 lits.

Ce projet prévoit également de créer 11 000 emplois.
En 2011 l'impact environnemental du projet est critiqué par les association écologiques Quercus (Association Nationale pour la Conservation de la Nature), la Ligue pour la protection de la nature (LPN) et le Grupo de Estudos de Ordenamento do Território e l'environnement (GEOTA). Celles-ci critiquent la viabilité économique du projet, ses effets cumulatifs,son impact sur les ressources en eau et sur la biodiversité.
L'accord d'urbanisation est signé en 2022. 